# Индийский серый ток
Индийский серый ток (лат. Ocyceros birostris) — вид птиц семейства птиц-носорогов. Подвидов не выделяют. Распространён в Южной Азии.

## Описание

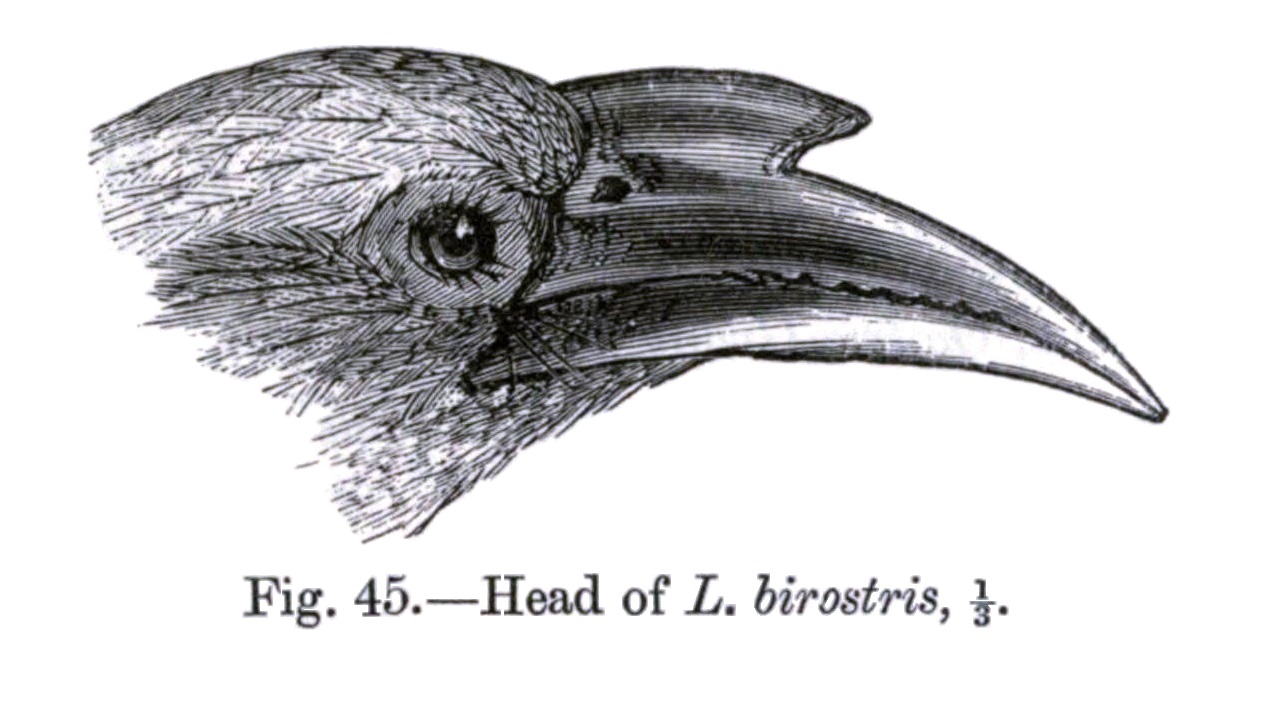
Голова индийского серого тока

Индийский серый ток достигает длины 50—61 см; один измеренный самец весил 375 г. Характеризуется длинным ступенчатым хвостом с субтерминальной тёмно-серой полосой и белым кончиком. У взрослых самцов верхняя часть тела серого цвета. Голова, шея и нижняя часть тела бледно-серые. Первостепенные, второстепенные маховые перья и хвост тёмно-серые. Первостепенные маховые перья с белыми кончиками. Клюв и узкая каска с выступающим передним краем черноватого цвета. Кончик клюва и большая часть подклювья бледно-жёлтые; голая кожа вокруг глаз серая, радужная оболочка красно-коричневая. Самка меньше, каска и передний выступ менее заметны; отсутствуют белые кончики на маховых перьях; радужная оболочка более коричневая. У молодых особей клюв маленький, бледно-жёлтого цвета, каска отсутствует; радужная оболочка от тёмно-коричневого до чёрного цвета, а кожа вокруг глаз тускло-оранжевая.
Голос представлен серией пронзительных визгов с частыми интервалами, иногда быстро следующих друг за другом.

## Распространение и места обитания
Индийский серый ток распространён в Южной Азии: северо-восток Пакистана (Пенджаб), юг Непала и северо-запад Бангладеш и на юг через большую часть Индии (за исключением юго-западного и восточного побережий). Встречается на высоте от уровня моря до 600 м над уровнем моря, но в предгорьях Гималаев до высоте до 1500 м. Естественными местами обитания являются лиственные леса, парки и редколесья с колючими зарослями, особенно среди разбросанных фиговых деревьев и районы с сельскохозяйственными угодьями или садами. 

## Биология
Индийский серый ток в основном ведёт оседлый образ жизни, за исключением локальных перемещений для поиска плодоносящих деревьев; в такие периоды иногда встречаются небольшие стаи до 30 особей. Кормится, перелетая с дерева на дерево в поисках еды; иногда спускается на землю, или взлетает, чтобы поймать насекомых. Питается в основном мелкими фруктами, особенно инжиром; также в состав рациона входят различные насекомые, ящерицы, мыши и птенцы других видов птиц.
Сезон размножения продолжается с февраля по июнь, а Восточных Гатах, Индия, длится с декабря по апрель. Обычно гнездится в дуплах на высоких деревьях на высоте 3—13 м от земли. Излюбленными деревьями для гнездования являются деревья рода Мелия (Melia dubia). В прибрежных местообитаниях наблюдалась конкуренция за гнездовые отверстия с попугаями и майнами. Существующее дупло может быть расширено дополнительно для удобства. Самка забирается в дупло и запечатывает вход в гнездо собственным пометом и пищей, но самец также приносит немного грязи. Остаётся только небольшая вертикальная щель, через которую самец кормит её. В кладке 2—5 яиц белого цвета. Находясь внутри гнезда, самка линяет, меняя маховые и рулевые перья. Самец обеспечивает обитателей гнезда постоянным запасом кусочков коры для удаления экскрементов и поддержания микроклимата внутри гнездовой полости. Инкубационный период продолжается около 21 дня. Птенцы оперяются через 45 дней. Отрастание перьев у самки совпадает с оперением птенцов, но самка вылетает из гнезда примерно за одну неделю до вылета птенцов.